# Монтепрато (Удине)
Монтепрато је насеље у Италији у округу Удине, региону Фурланија-Јулијска крајина.
Према процени из 2011. у насељу је живело 85 становника. Насеље се налази на надморској висини од 554 м.